# Уравнение Гейзенберга
Уравнение Гейзенберга — уравнение, описывающее эволюцию квантовой наблюдаемой гамильтоновой системы, полученное Вернером Гейзенбергом в 1925 году. Это уравнение имеет вид:
{\displaystyle {d \over dt}A={i \over \hbar }[H,A]+{\frac {\partial A}{\partial t}},}
где {\displaystyle \ A} — квантовая наблюдаемая, которая может явным образом зависеть от времени, {\displaystyle \ H} — оператор Гамильтона, а скобки обозначают коммутатор.
В случае открытых, диссипативных и негамильтоновых квантовых систем используется уравнение Линдблада для квантовой наблюдаемой. Если в качестве наблюдаемых взять операторы координат и импульсов, то получим квантовые аналоги классических уравнений Гамильтона.
Из этого уравнения следует, в частности, уравнение Эренфеста, если в качестве квантовой наблюдаемой выбрать средние значения наблюдаемых.
В классической механике аналогом приведённого уравнения Гейзенберга являются уравнения Гамильтона.